# 錢源 (崇禎進士)
錢源（？—17世紀），字伯開，應天府江寧縣人，明朝、南明政治人物。

## 生平
錢源在崇禎三年（1630年）中舉人，崇禎十年（1637年）成丁丑科進士，户部觀政，本年十月擔任浙江東陽知縣。其時浙東饑荒，東陽旁邊的天台有富人囤積糧食待售，他得知後即時解散；不久有人陰謀報復富人，在其準備與饑民的酒中置鳩，令十多人受害。天台知縣逮捕富人，他說：「此為窮民誣告。」避免大獄發生。
弘光年間，他得起用為兵科給事中，彈劾李挺有正直名聲；南京失陷後和弟弟詩人錢匯出家為僧。

## 引用
1. 1 2  錢海岳《南明史·卷三十三·列傳第九》：（錢）源，字伯開，江寧人。崇禎十年進士。授東陽知縣，免天台大獄。（弘光時）起兵科給事中，疏糾李挺，著直聲。弟匯，字季水，諸生，以詩文名。南京亡為僧。
2. ↑  嘉慶《重刊江寧府志·卷二十九·科貢表一》：崇禎三年（舉人）……錢源 江甯人
3. ↑  《崇祯十年丁丑科进士三代履历》：钱源，曾祖通，祖锐，父自强。字伯开，易五房，二十六岁十月十九日生，江宁县人，庚午九十二名，会二百四十六名，三甲九十名，户部观政，本年十月授浙江东阳知县，壬午丁憂，乙酉考选兵科給事中。
4. ↑  嘉慶《重刊江寧府志》·卷三十八·人物 仕績一》：錢源，字伯開，江甯人。崇禎丁丑進士，任東陽令。時浙東大饑，東陽與天台接壤，邑有富人積儲待價往謀得升斗，即時解散。後人有謀復舉者，富人置鳩酒中，饑民飲而倒者數十人。天台令遽以民亂報，源曰：「此皆無告之窮民耳。」據實申請，獲免大獄。